# Hohe Achsel
La Hohe Achsel est une montagne qui s’élève à 3 161 m d’altitude dans les Hohe Tauern, en Autriche.